# NGC 6220
NGC 6220 ist eine 13,9 mag helle Spiralgalaxie vom Hubble-Typ Sab im Sternbild Schlangenträger und etwa 312 Millionen Lichtjahre von der Milchstraße entfernt.
Sie wurde am 19. Juni 1887 von Lewis A. Swift entdeckt.